# Grăbește-te încet
Grăbește-te încet este un film românesc din 1982 regizat de Geo Saizescu. Rolurile principale au fost interpretate de actorii Dem Rădulescu, Tamara Buciuceanu și Cornel Vulpe. Scenariul este o ecranizare după piesa de teatru Alibi de Ion Băieșu.

## Distribuție
- Dem Rădulescu — Viorel Dumitrașcu, șeful Administrației Parcurilor[1]
- Tamara Buciuceanu-Botez — Aneta, soția lui Viorel
- Cornel Vulpe — vecinul Bubulac, adjunct de șef de centru la ICRAL
- Ștefan Mihăilescu-Brăila — Gripcă, șeful Secției Cadre
- Stela Popescu — vecina Filofteia
- Vasilica Tastaman — Valentina Popovici, subalterna lui Dumitrașcu
- Aurel Giurumia — Puiu Popovici, soțul Valentinei
- Mihai Mălaimare — floricultorul Firicel, amantul Valentinei
- Tania Filip — studenta Fifi, fiica lui Viorel și a Anetei
- Radu Gheorghe — globe-trotter-ul Bebe Ciupercuță
- Ileana Stana Ionescu — vecina Velceasca
- Sebastian Papaiani — Virgil, fratele mai mic al lui Viorel
- Adriana Șchiopu — Jeni, infractoarea din parc
- Cristina Stamate — Sofia, soția lui Virgil
- Mitzura Arghezi — soția cântărețului de operetă
- Dorina Done — soția lui Butușilă
- Matei Alexandru — milițianul din parc
- Nicu Constantin — Butușilă, vecinul care stropește florile
- Dumitru Rucăreanu — cântărețul de operetă
- Ștefan Tapalagă — milițianul de la Serv. Circulație
- Marian Hudac — vecinul fotograf
- Valentin Plătăreanu — căpitanul de miliție
- Gheorghe Novac
- Nae Lăzărescu — paznicul parcului
- Marius Pepino — primarul orașului
- Cristian Ștefănescu
- Geo Saizescu — subalternul lui Dumitrașcu
- Szabolcs Cseh
- Ion Barbu
- Nicolae Dide
- Mariana Stark
- Mirela Tânjală
- Tamara Popescu
- Anca Lăzărescu
- Dumitru Cojocaru
- Teodor Crăciun
- Viorel Ghinea
- Cătălin Saizescu

## Producție
A fost produs de Casa de filme Unu.

## Primire
Filmul a fost vizionat de 3.594.026 de spectatori în cinematografele din România, după cum atestă o situație a numărului de spectatori înregistrat de filmele românești de la data premierei și până la data de 31 decembrie 2014 alcătuită de Centrul Național al Cinematografiei.